# 130 هـ
130 هـ هي سنة في التقويم الهجري امتدت مقابلةً في التقويم الميلادي بين سنتي 747 و748.

## مواليد
- الفضل بن دكين
- محمد بن عمر الواقدي
- دماذ
- أبو العتاهية شاعر عربي عباسي. (توفي 213 هـ).
- أبو الشيص محمد
- القعنبي
- الهيثم بن عدي
- شبابة بن سوار
- عبد الله الحارثي

## وفيات
- عبد الله بن ذكوان
- أبو الخطار الكلبي
- أبو جعفر المدني
- لاهز بن قريظ
- سلم بن أحوز
- أبو وجزة السعدي
- تميم بن نصر الكناني
- حمران بن أعين
- حميد بن قيس الأعرج
- أمية بن معاوية بن هشام
- حنظلة بن صفوان
- زيد بن الحباب العكلي
- أبو النجم العجلي
- سعيد بن هشام
- شيبان بن سلمة
- شيبة بن نصاح
- عبد الله بن يحيى الكندي
- عروة بن أذينة الليثي الكناني
- نباتة بن حنظلة الكلابي
- محمد بن المنكدر
- عبد الله بن الدمينة الخثعمي، شاعر أموي